# Jessica Sigsworth
Jessica Lucy Sigsworth (Doncaster, 13 ottobre 1994) è una calciatrice britannica, attaccante dello Sheffield Utd.

## Palmarès

### Club
- Campionato inglese di seconda divisione: 2

Doncaster Rovers Belles: 2017-2018
Manchester United: 2018-2019

### Individuali
- Capocannoniere del campionato inglese di seconda divisione: 2

2017-2018 (15 reti), 2018-2019 (16 reti)